# Jennifer Meadowsová
Jennifer Brenda "Jenny" Meadowsová (* 17. dubna 1981 Wigan) je britská atletka, běžkyně, která se věnuje krátkým a středním tratím.

## Kariéra
Její specializací je zejména běh na 800 metrů, kde dosáhla největších úspěchů. Reprezentovala na letních olympijských hrách v Pekingu, kde skončila v semifinále. V roce 2009 skončila na halovém ME v Turíně ve finále na čtvrtém místě. V témže roce na mistrovství světa v Berlíně získala bronzovou medaili. O rok později na halovém MS v Dauhá si doběhla pro stříbrnou medaili, když v cíli nestačila jen na Rusku Mariju Savinovovou.
V roce 2000 získala na juniorském mistrovství světa v Santiago de Chile zlatou medaili ve štafetě na 4×400 metrů. Zlato ve štafetě získala také na mistrovství Evropy do 23 let v roce 2001 v Amsterdamu a o dva roky později na téže šampionátu v Bydhošti skončila stříbrná. Další stříbro ve štafetě vybojovala na světové letní univerziádě v Pekingu 2001.